# Ons Heemecht

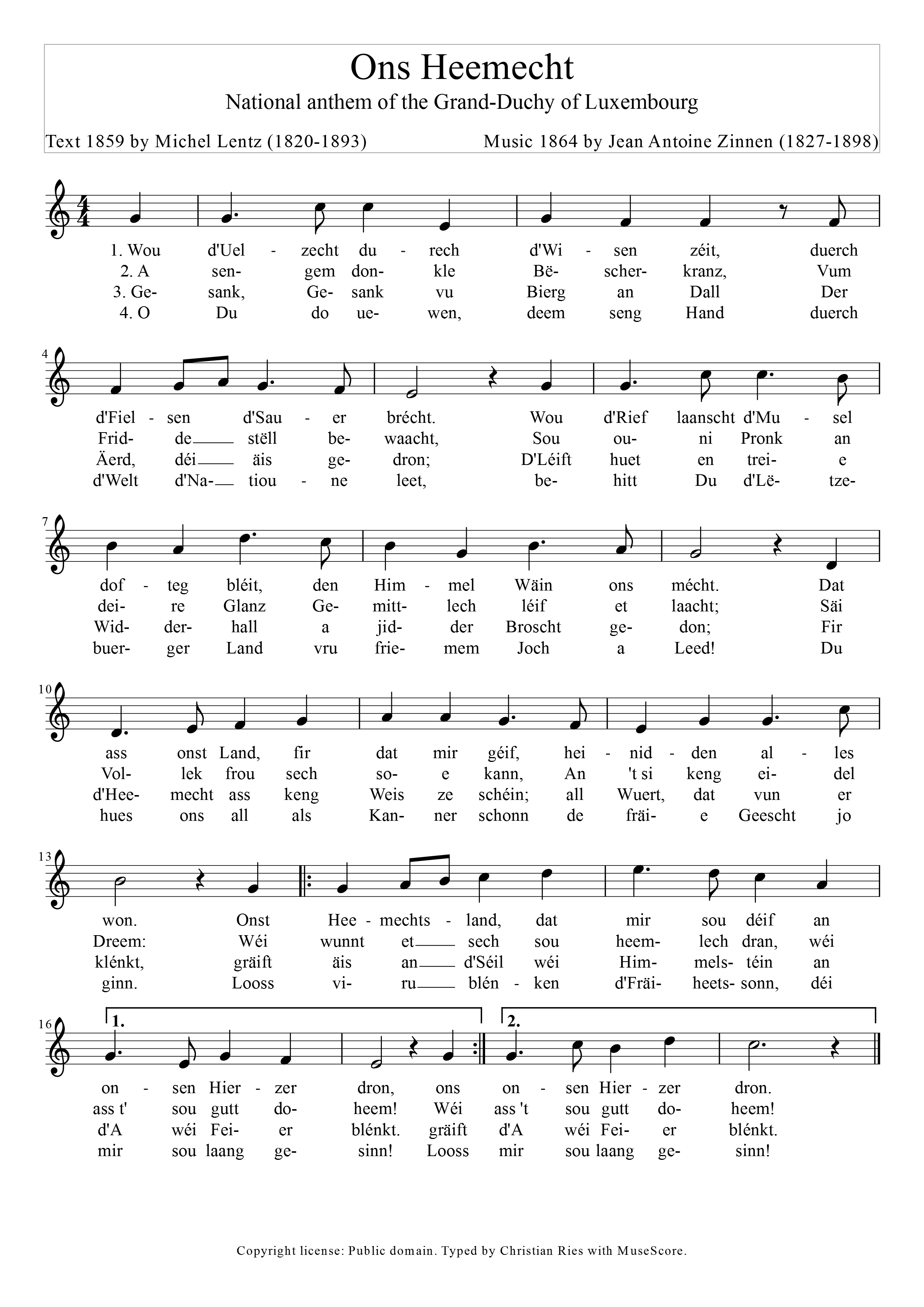
Partitura de l'himne nacional de Luxemburg.

Ons Heemecht ("La Nostra Terra") és l'himne nacional de Luxemburg.
Jean Antoine Zinnen (1827 -1898) va compondre la música i Michel Lentz (1820 -1893) és l'autor de la lletra. Va ser adoptat com a himne nacional el 1895. La primera interpretació pública de l'himne es va celebrar el 5 de juny de 1864, a Ettelbruck. És una melodia dolça, lenta, pel que és una dolçor òbvia que caracteritza el paisatge de Luxemburg.
El 2013, es va emetre una moneda commemorativa de 2 euros amb la partitura de l'himne.

## Lletra en luxemburguès
| Lletra en luxemburguès |
| --- |
| (1) Wou d'Uelzécht durech d'Wisen zéit, Duurch d'Fielsen d'Sauer brécht, Wou d'Rief laanscht d'Musel dofteg bléit, Den Himmel Wäin ons mécht: Dat as onst Land, fir dat mer géif Heinidden alles won, Ons Hemechtsland dat mir so déif An onsen Hierzer dron. Ons Hemechtsland dat mir so déif An onsen Hierzer dron. (2) An sengem donkle Bëscherkranz, Vum Fridde stëll bewaacht, Sou ouni Pronk an deire Glanz Gemittlech léif et laacht; Säi Vollek frou sech soë kann, An 't si keng eidel Dreem: Wéi wunnt et sech sou heemlech dran, Wéi as 't sou gutt doheem! (3) Gesank, Gesank vu Bierg an Dall Der Äärd, déi äis gedron; D'Léift huet en treie Widderhall A jidder Broscht gedon; Fir, d'Hemecht ass keng Weis ze schéin; All Wuert, dat vun er klénkt, Gräift äis an d' Séil wéi Himmelstéin An d'A wéi Feier blénkt (4) O Du do uewen, deem séng Hand Duurch d'Welt d'Natioune leet, Behitt du d'Lëtzebuerger Land Vum frieme Joch a Leed; Du hues ons all als Kanner schon De fräie Geescht jo ginn, Looss viru blénken d'Fräiheetssonn, Déi mir so laang gesinn! Looss viru blénken d'Fräiheetssonn, Déi mir so laang gesinn! |